# Náměstí Hrdinů (Vídeň)

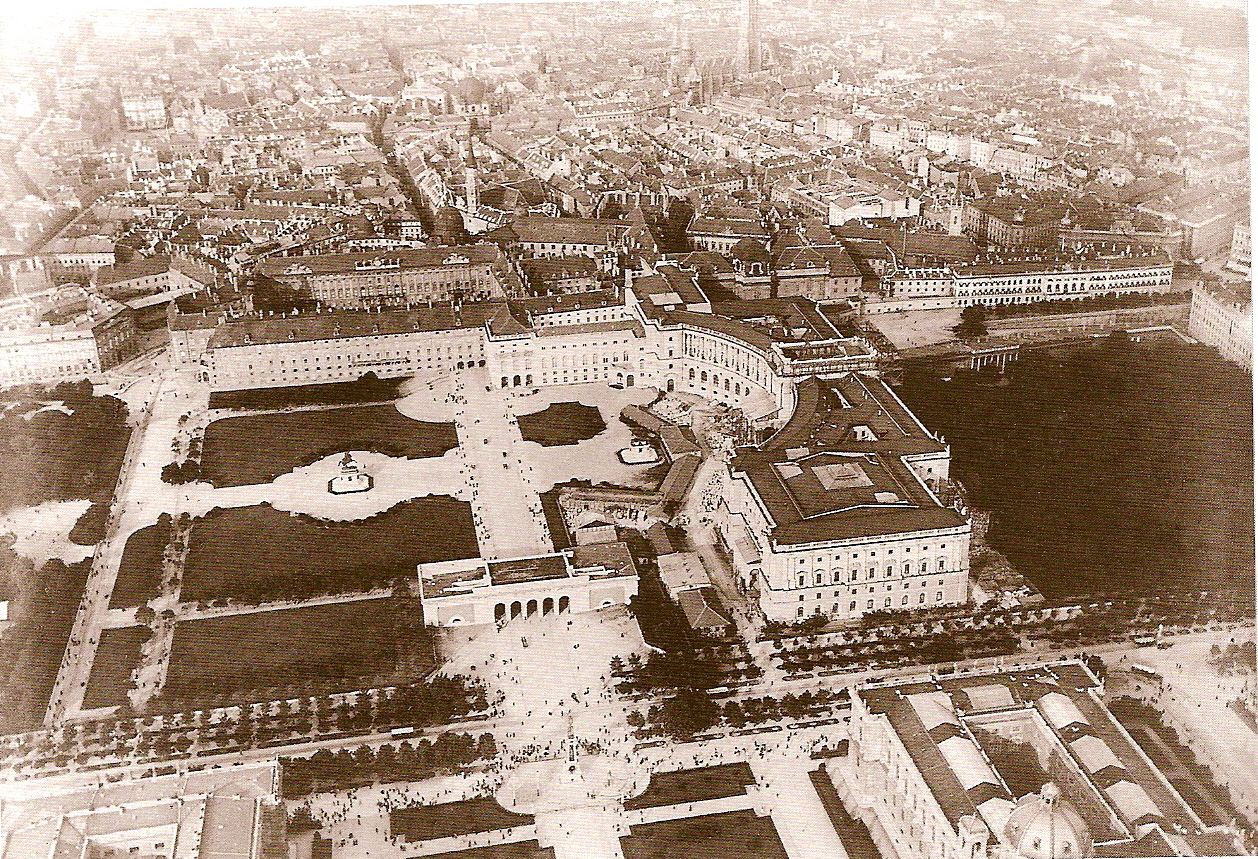
Letecký pohled z roku 1900

Náměstí Hrdinů (německy Heldenplatz) je jedno z hlavních vídeňských náměstí, nacházející se v areálu Dvorního hradu (německy Hofburg).

## Historie
Vzniklo za vlády Františka Josefa I. jako součást plánovaného Císařského fóra (Kaiserforum), které bylo nakonec realizováno pouze zčásti. Náměstí je obklopeno budovami Nového hradu (Neue Burg) a Leopoldova křídla Hofburgu, na jihozápadě sousedí přes Vnější hradní bránu (z roku 1824) s Okružní třídou (Ringstraße), na severozápadě s Lidovými sady (Volksgarten). Nacházejí se zde dva jezdecké pomníky - arcivévody Karla Těšínského (z roku 1860) a prince Evžena Savojského (z roku 1865) - na něž odkazuje název.

## Odraz v literatuře
Náměstí se stalo v březnu 1938 dějištěm vyhlášení "anšlusu". K této události se vztahuje kontroverzní hra rakouského dramatika Thomase Bernharda Náměstí Hrdinů, uvedená k 50. výročí.